# Korolevstvo krivykh zerkal (film fra 2007)
Korolevstvo krivykh zerkal (russisk: Королевство кривых зеркал) er en russisk spillefilm fra 2007 af Aleksandr Igudin.

## Medvirkende
- Masja Tolmatjova som Masja
- Nastja Tolmatjova som Nastja
- Sofija Rotaru
- Nikolaj Baskov
- Alla Pugatjova